# William Legge, 7.º conde de Dartmouth
William Legge, 7.º conde de Dartmouth (22 de febrero de 1881-28 de febrero de 1958), estilizado Vizconde Lewisham entre 1891 y 1936, fue un noble británico y un político conservador, quien fue Lord gran chambelán entre 1928 y 1936.

## Origen
Legge fue el hijo mayor de William Legge, 6.º conde de Dartmouth. Fue educado en Eton y en Christ Church, Oxford. Fue oficiado subteniente en la unidad de régimen de la Reina Staffordshire Yeomanry el 11 de junio de 1902.

## Carrera política y militar
En 1907, se unió al London County Council y entró en el Parlamento en 1910 como Miembro del Parlamento por West Bromwich, un puesto que mantuvo hasta 1918. Mientras era teniente en Staffordshire Yeomanry, fue condecorado coronel del séptimo régimen, el del duque de Wellington, el 27 de abril de 1910. El 23 de abril de 1912, fue hecho capitán de Staffordshire Yeomanry, y recibió una promoción como alcalde el 1 de noviembre de 1914. Sirvió en Staffordshire Yeomanry en la campaña del Sinai y Palestina en la Primera Guerra Mundial, por lo que fue hecho entrega de un Condecoración Territorial, y fue hecho oficial de la Orden del Nilo. El 13 de diciembre de 1917, fue hecho teniente-coronel de régimen de Yeomanry. Cesó sus comandos el 24 de junio de 1918 y se quedó con el puesto de alcalde. El 22 de nombre de 1922, resignó de su título de coronel honorario. Lewisham fue hecho teniente diputado de Staffordshire el 18 de noviembre de 1920. Fue bailío de Westminster desde 1930 a 1942 y un GCVO por sus servicios el 1 de enero de 1934. Legge heredó los títulos de su padre en 1936.

## Familia
Lord Dartmouth se casó con Lady Ruperta Wynn-Carington, tercera hija de Charles Wynn-Carington, el 7 de diciembre de 1905. Tuvieron seis hijos:
- Lady Mary Cecilia Legge (1906–2003), se casó con Noel Findlay.
- Lady Elizabeth Legge (1908–2000), se casó con Ronald Lambert Basset.
- Lady Diana Legge (1910–1970), se casó primero con Hon. John Hamilton-Russell, hijo del Vizconde Boyne (asesinado en 1943); se casó por segunda vez con Adrian Matthews.
- William Legge, vizconde Lewisham (1913–1942), asesinado en la Segunda batalla de El Alamein.
- Lady Barbara Legge (1916), se casó con Adam Kwiatkowski.
- Lady Josceline Gabrielle Legge (1918–1995), se casó con Dermot Chichester.

Tras la muerte de su suegro en 1928, Lord Dartmouth fue diputado Lord gran chambelán hasta la muerte de Jorge V en 1936. Lord Dartmouth murió en febrero de 1958, a los 77 años. Ya que no tenía hijos varones vivos, fue sucedido por su hermano menor, Humphry Legge.